# フランセス・ファイフィールド
フランセス・ファイフィールド（Frances Fyfield,1948年 –  ）は、イギリス人推理作家、法律家である。
1948年、イギリスダービーシャー生まれ。
ニューカッスル大学 (イングランド)で学ぶ。

## 受賞歴
- 英国推理作家協会賞
  - ランポール賞　（Trial by Fire（『別れない女』）に対して）
  - シルバー・ダガー賞　1991年（Deep Sleep（『目覚めない女』）に対して）
  - ダンカン・ローリー・ダガー賞　2008年（Blood From Stone（『石が流す血』）に対して）

## 主な作品

### 小説
Helen West シリーズ
- A Question of Guilt（『愛されない女』） (1988)
- Trial by Fire(Not That Kind of Place)（『別れない女』） (1990)
- Deep Sleep（『目覚めない女』） (1991)
- Shadow Play（『逃げられない女』） (1993)
- A Clear Conscience（『汚れなき女』） (1994)
- Without Consent (1996)

Sarah Fortune シリーズ
- Shadows on the Mirror（『鏡のなかの影』） (1989)
- Perfectly Pure and Good（『聖女が眠る村』） (1994)
- Staring at the Light (1999)
- Looking Down (2004)
- Safer Than Houses (2005)
- Cold to the Touch (2009)

その他の作品
- Blind Date (1998)
- Undercurrents (2000)
- The Nature of the Beast	 (2001)
- Seeking Sanctuary	 (2003)
- The Art of Drowning (2006)
- Blood From Stone（『石が流す血』） (2008)

Frances Hegarty名義の作品
- The Playroom (1991)
- Half Light (1992)
- Let's Dance (1995)

### 映画作品
- Helen West (2002) テレビ シリーズ
- The Blind Date (2000)
- Trial by Fire (1999) テレビ

## 日本語訳された作品
- 『愛されない女』Hayakawa pocket mystery books、猪俣美江子訳、早川書房、1991年
- 『別れない女』Hayakawa pocket mystery books、猪俣美江子訳、早川書房、1992年
- 『鏡のなかの影』Hayakawa pocket mystery books、松下祥子訳、早川書房、1993年
- 『目覚めない女』Hayakawa pocket mystery books、猪俣美江子訳、早川書房、1993年
- 『逃げられない女』Hayakawa pocket mystery books、猪俣美江子訳、早川書房、1995年
- 『聖女が眠る村』Hayakawa pocket mystery books、松下祥子訳、早川書房、1996年
- 『汚れなき女』Hayakawa pocket mystery books、猪俣美江子訳、早川書房、1998年
- 『石が流す血』ランダムハウス講談社文庫、喜須海理子訳、武田ランダムハウスジャパン、2009年